# Mulini della valle del Derwent
Il termine Mulini della valle del Derwent indica un patrimonio dell'umanità situato lungo il fiume Derwent nel Derbyshire, in Inghilterra, iscritto nella lista UNESCO nel 2001. Le fabbriche attuali, i mulini, nacquero qui nel diciottesimo secolo al fine di applicare la nuova tecnologia per la filatura del cotone sviluppata da Richard Arkwright. La creazione di stabilimenti industriali in campagna implicò la costruzione di numerose case per i lavoratori.
Il sito raccoglie i mulini delle comunità di Cromford, Belper, Milford, Darley Abbey e John Lombe, oltre ad altri 867 edifici elencati nei listed buildings. Altre nove strutture sono considerate Scheduled Ancient Monuments.

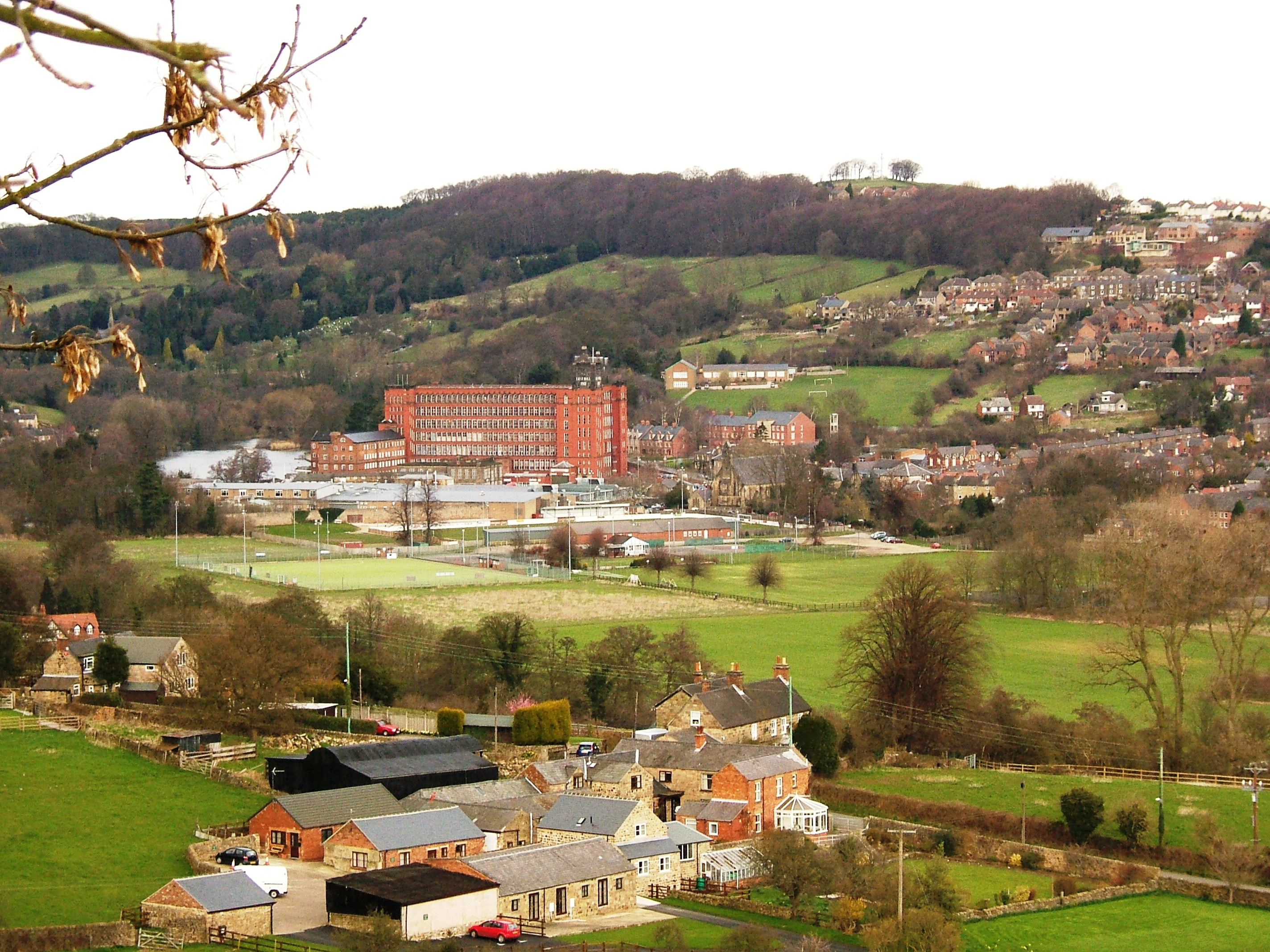
Il mulino di Belpers East costruito nel 1912

Nel Working Textile Museum, presso il mulino di Richard Arkwright, vi sono in mostra circa 680 000 bobine.